# Pitcairnia hirtzii
Pitcairnia hirtzii je subtropska vrsta rastlin iz družine Bromeliaceae, ki je endemična v Ekvadorju. Uspeva le v vlažnih gorskih subtropskih in tropskih gozdovih, ogroža pa jo krčenje naravnega habitata. 